# Якушово (Псковская область)
Якушово — деревня в Красногородском районе Псковской области России. Входит в состав Красногородской волости. Численность население деревни по оценке на конец 2000 года составляла 62 жителя, на 2010 год — 47 жителей.
Расположена .

## География
Деревня находится в юго-западной части области, в центральной части района, в зоне хвойно-широколиственных лесов,  при автодороге 58К-151, примерно  в 20 км к юго-востоку от районного центра, посёлка Красногородск.

### Климат
Климат характеризуется как умеренно континентальный, мягкий, с прохладной зимой и тёплым летом. Средняя многолетняя температура самого холодного месяца (января) составляет −7°С, температура самого тёплого (июля) — +17°С. Среднегодовое количество осадков — до 650 мм. Вегетационный период длится 120—130 дней в году.

## Население
| 2001 | 2002 | 2010 |
| ---- | ---- | ---- |
| 62   | ↘48  | ↘34  |

## Инфраструктура
Личное подсобное хозяйство с зоной сельскохозяйственного использования, индивидуальная застройка усадебного типа.

## Транспорт
Деревня доступна автотранспортом. Остановка общественного транспорта «Якушово».